# 民族衣裳文化普及協会
一般財団法人民族衣裳文化普及協会（いっぱんざいだんほうじん みんぞくいしょうぶんかふきゅうきょうかい）は、1977年（昭和52年）に設立された日本の民族衣裳の伝統・継承や発展を目的とする法人である。名誉総裁は三笠宮崇仁親王妃である崇仁親王妃百合子。元文部科学省所管。

## 年表（沿革）
- 1977年（昭和52年） - 文部大臣の認可を受けて、財団法人「民族衣裳文化普及協会」を設立。
- 1978年（昭和53年） - 機関紙「きものと生活文化」第1号を発行
- 1979年（昭和54年） - 崇仁親王妃百合子（三笠宮崇仁親王妃）を名誉総裁として推載
- 1980年（昭和55年） - 日本オランダ文化交流展（ライデン民族博物館）に派遣
- 1981年（昭和56年） - 駐日アメリカ大使マンスフィールド夫人を招き文化講座「江戸の里神楽」開催
- 1983年（昭和58年） - 無料公開講座「女性文化大学」を東京・名古屋にて初公開
- 1985年（昭和60年） - 国際科学技術博覧会にて「時代祭＝着物今昔」開催
- 1986年（昭和61年） - 文化庁主催第1回国民文化祭の生活文化フェスティバル・民族衣裳部門を東京にて共催
- 1987年（昭和62年） - オーストラリア・クインズランドジャパンフェスティバル'87「祭」にて「きものショー」開催
- 1989年（平成元年） - 会報「きもの文化」発行開始。（年2回発行）
- 1993年（平成5年） - 多摩東京移管100周年を記念して「女性文化大学」を国営昭和記念公園にて開催
- 1994年（平成6年） - トルコ共和国「イスタンブール・ジャパンフェスティバル'94」に参加
- 2001年（平成13年） - 名古屋能楽堂にて「女性文化講座」悠久の宴・千年の恋を実施
- 2002年（平成14年） - ハワイ大学セミナーをハワイ島ヒロで開催し、日本文化集中講座を実施
- 2003年（平成15年） - イリノイ大学とシカゴ美術館に招かれ夫々王朝装束を中心に「きものショー」開催
- 2005年（平成17年） - 2005年日本国際博覧会（愛・地球博、愛知）へ参加協力
- 2006年（平成18年） - イタリア・ミラノ「きものイベントツアー」ワークショップを開催
- 2008年（平成20年） - フランス・パリにて源氏物語千年紀記念「十二単きものショー」開催
- 2009年（平成21年） - 「ゆかたキレイコンテスト'09」を東京・浅草花やしきで開催

## 協会の理念
1. 日本の伝統文化を継承する使命に立ち、広い知識と卓越した技術、崇高なる精神、そして豊かな教養を兼ね備えた教育者を育成します。
2. 日本の伝統文化を各地域の特性と融合しつつ深く広く根を張り、そこに住む人々との触れ合いを通じて、地域に伝統文化の輪を広げます。
3. 日本の伝統文化を核として、グローバルな視点に立ち、民族、国境を越えた恒久的平和文化運動を推進し、民間外交として世界平和の一翼を担います。

## 事業計画
1. 民族衣裳に関する講座、講演会、展示会等の開催
2. 民族衣裳に関する資料の収集、整備、公開
3. 民族衣裳およびその伝統技術研究者、伝承者への助成・援助
4. 民族衣裳およびその伝統技術に関する調査・研究
5. 民族衣裳に関する出版物の刊行
6. 民族衣裳に関する文化交流
7. 民族衣裳に関する知識および技能の研修
8. その他、目的を達成する為に必要な事業